# Bulbophyllum elachanthe
Bulbophyllum elachanthe är en orkidéart som beskrevs av Jaap J. Vermeulen. Bulbophyllum elachanthe ingår i släktet Bulbophyllum och familjen orkidéer. Inga underarter finns listade i Catalogue of Life.